# ロバート1世 (スコットランド王)
ロバート1世（Robert I, 1274年7月11日 - 1329年6月7日）は、スコットランドの国王（在位：1306年 - 1329年）。ロバート・（ドゥ・）ブルース（中世ゲール語 (Middle Irish) ：Roibert a Briuis, 現代スコットランド・ゲール語：Raibeart Bruis, アングロ＝ノルマン語：Robert de Brus ないし Robert de Bruys）の名で知られる。
父方の祖先はノルマンディーのブリー (Brix) を出自とするスコット＝ノルマンの家系であり、母方はフランス・ゲール人の家系である。ロバート1世は最も偉大なスコットランド国王の一人となり、同時にその世代で最も知られた戦士の一人になり、遂にはイングランド王国に対する独立戦争においてスコットランドを率いることとなった。ロバート1世はデイヴィッド1世の血を引く者 として王位を請求し、その統治期間中にスコットランドの地を独立国家として回復するために首尾よく戦い抜いた。今日のスコットランドでは、ロバート1世は国民的英雄として記憶されている。
ロバート1世の遺体はダンファームリン修道院に埋葬されているが、心臓はメルローズ修道院に埋葬されていると信じられている。ロバート1世の副官で友人のジェームズ・ダグラス卿 (James Douglas, Lord of Douglas) は、後にロバート1世の保存された心臓を十字軍によって聖地に持っていくことに同意したが、ムーア人のグラナダに到達したのみだった。 伝承ではダグラスがテバの戦いでスコットランド部隊を率いて死んだ際には、心臓は銀の箱に入れて運んでいた。

## 生涯

### 背景と若年期

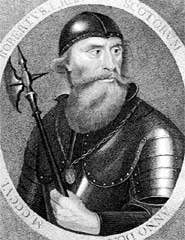
ロバート1世

ロバート1世は、のちに第6代アナンデイル卿となるロバート・ドゥ・ブルース (en) とキャリック女伯マージョリー (en) の長男として生まれた。父ロバートはウィリアム1世の弟ハンティンドン伯デイヴィッドの次女イザベルの孫にあたる。母マージョリーは誰からも畏怖された女傑で、伝説によれば自身との結婚に同意するまでロバートの父を拘禁したという。ロバートは母方からゲールのキャリック伯を相続し、父方を通じてスコットランド王位を請求することが出来る血筋を引いていた。ロバート1世が生まれた日付は知られているにもかかわらず、 生誕地は明らかではない。しかし、恐らくはエアシャー (Ayrshire) のターンベリー城 (Turnberry Castle) だと思われる。
若い頃のことはあまり知られていない。恐らくは北イングランド、スコットランド南東部のアングロ＝フランス混合文化及びキャリック、アイリッシュ海のゲール文化で育ち、父方の言語がフランス語、母方の言語がゲール語であったと思われる。習慣に従う形で現地の家族（Barbourは父方の叔父と言及する）とともに育てられたと思われる。ロバートの弟エドワードは又従兄弟にあたるドーナル・オニール (Domhnall O'Neill) とともに育ったと思われる。ロバートが最初に歴史上に登場するのはアイラ卿アレグザンダー・オグ・マクドナルド (Alexander Og MacDonald, Lord of Islay) によって発行された特許状の立会人としてである。ロバートの名はアーガイル司教 (Bishop of Argyll) 、アラン島の教皇代理及びキンタイアの聖職者、その父、キャリックからのゲールの公証人の主人とともに現れる。1292年に母が死ぬと、18歳のロバートはキャリック伯を継承した。
1290年、スコットランドのアサル王家が絶え、13人の王位請求者が乱立した（スコットランド独立戦争、Competitors for the Crown of Scotland参照）。ロバート1世の祖父である第5代アナンデイル卿ロバート・ドゥ・ブルース (en) もその一人で、有力な候補者であった。この紛争に調停者として介入したイングランド国王エドワード1世は、1292年11月、「スコットランドの守護者」 (Guardian of Scotland) を代表する形で、ジョン・ベイリャル にスコットランド王位を授けた。この直後、第5代アナンデイル卿ロバートはアナンデイル卿の地位と王位請求権をロバート1世の父に譲ったが、おそらくこれはジョンに臣下として忠誠を誓うことを避ける意図によるものである。ブルース父子はジョンを簒奪者と見做し、忠誠を誓ってはいなかった。
1294年4月、若きロバートは1年半にわたってアイルランドを訪問する許可を得た。加えてエドワード1世の更なる好意により、イングランドの国庫に負っていた全負債の猶予を得た。
1295年にはマー伯ドムナル (Domhnall I, Earl of Mar) とヘレナの娘であるイザベラ・オブ・マーと最初の結婚をしている。

### 独立戦争の開始

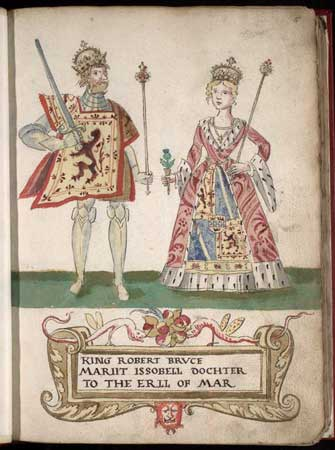
1562年に描かれたロバート1世夫妻。

1296年8月、ロバート親子はベリック・アポン・ツイードでエドワード1世に対して臣従の誓いをしたものの、カーライルで更新する際にこの宣誓は破棄され、翌年にロバートはエドワード1世に対するスコットランドの反乱を支援した。翌1297年夏、ロバートのもとに、エドワード1世配下の軍司令官で自身とも関係のあったサリー伯ジョン・ド・ワーレンを支援するようにとの急な手紙が届いたが、ロバートはこの命に従おうとはせず、逆にエドワード1世への反乱を支持し続けた。7月7日にロバートとその盟友は、アーヴァインの降伏 (Capitulation of Irvine) と呼ばれる条約によってエドワード1世と妥協した。スコットランドの領主たちは自らの意思に反して海の彼方の者に仕えることを良しとせず、エドワード1世に対する忠誠の宣言への返答としての新たなる暴力的活動を許容するようになった。グラスゴー司教、執事長ジェームズ及びアレグザンダー・リンゼイ卿が、ロバートが自身の娘であるマージョリーを人質として差し出すまでの間、その保証人となるや（ただしロバートは人質を差し出すことはなかったが）、ロバートは即座に再びスコットランドのための積極的な闘争を行った。
スターリング・ブリッジの戦いの後の短期間に、ロバートは再びスコットランドを離れてアナンデイル (Annandale) の地を荒廃させ、エアにあったイングランドの城塞を焼き払っている。しかし、エドワード1世がフォルカークの戦いで勝利して舞い戻ってくると、ロバートが有していたアナンデイルとキャリック (Carrick) の両地は没収され、エドワード1世の配下の者に支配権が委ねられた。
フォルカークの敗北を受けてウィリアム・ウォレスが「スコットランドの守護者」の地位を辞すると、ロバートとジョン・カミンが“共同の守護者”という形で後釜に座ったものの、両人ともその意見の相違から面識は全くなかった。カミンは、ジョン・ベイリャルの甥でかつその支持者であり、さらには何人ものスコットランド王位請求権者の一人であったことから、ロバートとは敵対関係にあったのである。1299年にはセント・アンドルーズ司教 (en) ウィリアム・ランバートン (en) が、ロバートとカミンとの間を取りなすことが出来るように、3人目の、そして中立した形での「守護者」の地位に任命された。翌1300年にロバートは“共同の守護者”の地位を最終的に辞任して、ギルバード・ドゥ・アンフラヴィル (Gilbert de Umfraville, Earl of Angus) が後を継いだ。
1301年5月にはアンフラヴィル、カミン、ランバートンも「共同の守護者」を辞任し、後任のジョン・ドゥ・スールズ (John de Soules) が「唯一の守護者」となった。スールズはロバート、カミンのいずれの派閥にも属さず、また愛国者であったことから、あらゆる方面からの指名を受けたのである。スールズは積極的な活動をとる「守護者」であり、ジョン・ベイリャルがスコットランド王位に返り咲くための行動も再開した。
同年7月、エドワード1世は第6次スコットランド遠征に出立した。ボスウェル (Bothwell Castle) とターンベリーの両城を奪取したにもかかわらず、わずかな損害しか与えることは出来ず、1302年1月には9ヶ月の休戦に同意している。その頃ロバート・ブルースは愛国側に立っていたにもかかわらず、他の貴族とともにエドワード1世に服従している。
ジョン・ベイリャルがスコットランド王位奪還のために戻ってくるとの噂があった。恐らくはジョン・ベイリャルによって任命されたであろうスールズは、他の大多数の貴族とともにその帰還を支援した。ところがこれは噂でしかなく、ジョン・ベイリャルが戻ってくることはなかった。
しかし、ロバートがエドワード1世への支持を宣誓したにもかかわらず、同年3月にメルローズ修道院の修道士に手紙を宛てていることが記されているのは興味深い。このことが、ロバートのエドワード1世に対する有用性を効果的に弱めることになったからである。修道院の賃借人に自軍に奉仕することへの呼びかけ（この時は国民意識は呼び起こさなかった）に対する釈明こそロバートが、国を守るための“王国全体の共通の軍隊”の場合を除いて“今後は一切たりとも”修道院に対して奉仕を求めないことの誓約だったのである。同年にはロバートはアルスター伯リチャード・ドゥ・バラ (Richard de Burgh, 2nd Earl of Ulster) の娘であるエリザベス・ドゥ・バラと再婚して、ディヴィッド、ジョン（夭折）、マティルダ（トマス・アイザックと結婚、1353年7月20日に死去）およびマーガレット (1345年にサザランド伯ウィリアム・ドゥ・モラヴィア (William de Moravia, 5th Earl of Sutherland) と結婚)の4人の子供を儲けている。
1303年にエドワード1世は再びスコットランドに侵入してエディンバラに達し、パースの手前まで行軍している。エドワード1世は7月までパースに滞在し、ダンディー、ブレヒン (en) 及びモントローズ (Montrose, Angus) を経て、8月にはアバディーンに到着している。南のダンファームリンへの道に引き返す前に、ここからマレーを通ってバデノッホ (Badenoch) に行軍している。スコットランド全土はエドワード1世の従属下におかれ、ウィリアム・ウォレスを除く全スコットランドの指導者が1304年に降伏した。“スコットランドの保護者”であったジョン・カミンもまたエドワード1世に服従した。
アレグザンダー3世により制定されたスコットランドの法と権利その他は、エドワード1世の承諾とスコットランド貴族の助言のもとで変えることが必要とされた。
1304年6月11日に、エドワード1世によるスターリング城包囲に際してスコットランドの同胞たちによる勇気ある抵抗を見せつけられたロバートとウィリアム・ランバートンは、互いの“友好と全ての者達に対する同盟” の協定を結んだ。仮に秘密協定を破ったならば、総額10000ポンドを罰として支払うことになっていた。この協定は、両人とも既にイングランドに降伏していたにもかかわらず、深い愛国心の証であると大概は解釈されている。
スコットランド側が防備を固めたことで、エドワード1世は王国としてのそれを破壊することにした。暴力に物を言わせる形でスコットランドの貴族と都市民からの忠誠を獲得し、議会では後のイングランド議会と並んでスコットランド支配を設立するのに見合う人物を選出することに固執した。一見したところではスコットランド人が政府に参加したようには見えるものの、内実はイングランドの圧政下に置かれていたのであった。エドワード1世の甥であるリッチモンド伯がスコットランド政府を従属させるための先頭に立った。
上述のことが行われている間に、ウィリアム・ウォレスはグラスゴー付近で捕えられ、1305年8月23日にロンドンで四つ裂きの刑に処せられた。
同年9月エドワード1世はロバートに対して、そのキルドラミー城 (Kildrummy Castle) を“自ら進んで答えるような状態に保つよう”命じた。これはすなわち、エドワード1世にとってロバートは完全に信頼できる人物ではなく、密かに陰謀を練っているのではないか疑っているとの意思表示だったのである。もっとも同じ文句は、エドワード1世とその副官で長年の友であったエイマー・ド・ヴァレンス (Aymer de Valence, 2nd Earl of Pembroke) との協定でも現れている。エドワード1世のさらなる不信の兆候は10月10日に、ギルバート・ドゥ・アンフラヴィルの土地をロバートに与えるという、わずか6ヶ月前にした約束を取り消したことにも現れていた。
キャリック伯として、そして今やアナンデイル卿としてのロバートは、スコットランドでは広大な領地と財産を、イングランドでは男爵領と幾つかの小規模な財産を保持するようになり、スコットランド王位を請求しうる最有力者となった。同時に守るべき大家族の主でもあった。仮に王位を請求するとしたら、いまだに続いている国内の争いに身を投じなければならず、仮に失敗するとしたら全てを犠牲にしなければならないということをロバートは皆知っていたのである。

### ダンフリーズでのジョン・カミンの殺害
ロバートは自身の一族全てと同様に、自身に王位を継承しうる権利があることを完全に信じていた。しかし王位を得るための行動が、イングランド軍とスコットランド軍からの支持を代わる代わる受けたものであったことから、 “スコットランド王国の共同体”間ではロバートに対する不信感が大きく広がることとなった。加えて、ロバートの野心の障害となったのがジョン・カミンであった。ジョン・カミンはイングランドと対決するという頑なな意思を、ロバートよりも遥かに抱いていたのである。同時にスコットランドで最も積極的な貴族であり、スコットランドならびにバカン、マー、ロス、ファイフ、アンガス、ダンバーおよびストラサーンの各伯領を有する関係者をも含む、イングランドの多くの積極的な貴族とも関係があったのである。自身はキルブライド、カーキンティロッホ、レンジー、ベドルール、スクレスバラの領主であり、またバンフ、ディングウォール、ウィグタウン、アバディーンの州長官でもあった。また、父方からはドナルド3世の、母方からはディヴィッド1世 の血を引いていたことから、スコットランド王位の請求を積極的に行っており、ジョン・ベイリャルの甥でもあった。
バーボアとフォードウンによれば、1305年夏の後半にジョン・カミンは、ロバートが決起する際には彼が王位につくのを有利にするために自身のスコットランド王位継承権を放棄するが、その見返りとしてロバートのスコットランドの領地を拝領するという秘密の同意に誓い、署名して押印をしたという。
ジョン・カミンとの間で取り決められた同意の細部が本当か否か定かではないが、エドワード1世はいまだイングランドの宮廷に留まっていたロバートの逮捕に踏み切った。ロバートにとっては運が良いことに、親友かつエドワード1世の婿であるラルフ・ドゥ・モンザマー (Ralph de Monthermer, 1st Baron Monthermer) がエドワード1世の意図を見抜いて、12ペニーと一組の拍車を送り届けた。ここからヒントを得たロバートは、従者とともに夜中のうちにイングランドの宮廷を脱出した。ロバートと従者はスコットランドへの道を急ぎ、ダンフリーズでジョン・カミンとの運命の会見をするのである。
バーボアによれば、ジョン・カミンはロバートとの合意内容をエドワード1世に対して漏らしていて、ロバートはジョン・カミンとの会見を1306年2月10日にダンフリーズ (Dumfries) のグレイフリアーズの教会で行うことを取り決めており、そこでジョン・カミンの裏切りを非難して、両人はやがて殴り合いにまで発展したという。ダンフリーズの修道院に付属する教会の高い祭壇の前で、ロバートはジョン・カミンを殺害した 。『スコットランド年代記』 (Scotichronicon) によれば、ジョン・カミンはロバートの攻撃から生き延びていて治療を受けており、ロバートの支持者であったロジャー・ドゥ・カークパトリック (Roger de Kirkpatrick) とジョン・リンゼイは教会に戻ってロバートのやり残したことを完遂した。しかしバーボアはそのような話は述べてはいない。にもかかわらず、ロバートにとってグレイフリアーズにて死の影は投げかけられており、自身にはもはや国王になるかあるいは逃亡者になるかの選択肢しか残されておらず、自らのスコットランド王位継承権を主張して同国の独立のための武力闘争を開始することにした。双方の支持者が剣を抜き、修道院の墓地は戦場と化した。
ロバートとその一派はそれから、ダンフリーズ城を襲撃した。同城のイングランド守備隊は城を引き渡し、ロバートとその支持者は一日で3度の勝利を収めたのであった。
ロバートはダンフリーズからグラスゴーへ馬を急がせ、そこでロバート・ウィシャート司教 (Robert Wishart) の前に跪き、自身の暴力と不敬を告白して司教から赦免を叶えてもらった。ウィシャートの手によって、ロバートが再起できるように国中の聖職者たちが嘆願した。しかしその甲斐なく、ロバートは上記の罪で破門された。
現在でも残るイングランド側の記録では、事の顛末は全く異なっている。それによると、カミンの殺害はスコットランド王位を得るための計画であった。その証拠として、エドワード1世は教皇に宛てた手紙の中でロバートの破門を求めているのである。ロバート1世がカミンを殺すという背信行為の情報をエドワード1世が得ていたと述べる記録は、イングランドではこれまでのところ一つも見出されていない。イングランド側では、エドワード1世は死の数日前までカミンが殺害された報を聞いていなかったと述べている。

### スクーンでの戴冠、スコットランド国王ロバート1世の誕生

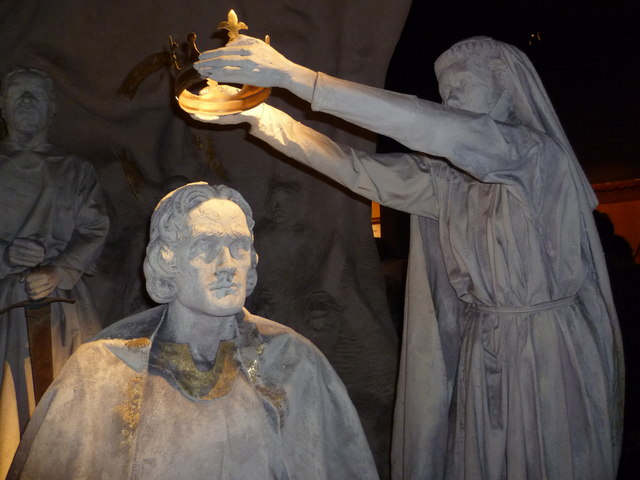
エディンバラ城に設置されているロバート1世の戴冠式の場面を描いた像。

ダンフリーズでカミンが殺されてから6週間後の1306年3月25日、パース付近のスクーンにおいて、正式かつ厳粛な儀式のもと、ロバートはウィリアム・ドゥ・ランバートン司教 (William de Lamberton) から王冠を授けられ、ここにスコットランド国王ロバート1世が誕生した。ウィシャートがイングランドの目を盗んで密かに隠していた王家のローブと衣服が司教の手によって運び込まれてロバート1世に着せられた。マレーとグラスゴーの両司教はアサル伯、メンテイス伯、レノックス伯、マー伯と同じく出席した。スコットランド国王たる偉大なる紋章が、ロバート1世の玉座の後ろに据え付けられた。
ロバート1世によって殺害されたカミンの従兄弟、第3代バカン伯ジョン・カミン (John Comyn, Earl of Buchan) の妻で、マクダフ家＝ファイフ伯家による権利の主張、すなわち自身の弟であるファイフ伯ダンカン4世 (Donnchadh IV, Earl of Fife) へのスコットランド王位を求めていた（もっともダンカン4世は十分な年齢には達してはおらず、その上エドワード1世の拘禁下におかれていた）イザベラ・マクダフIsabella MacDuffは到着するのが戴冠式の翌日になってしまい、出席できなかった。そのため2度目の戴冠式が執り行われ、キャリック伯、アナンデイル領主そしてスコットランド国王であるロバート1世の頭の上に王冠が再び置かれた。

### スクーンからバノックバーンへの道のり
1306年6月、ロバート1世はメスヴェンの戦いで敗北し、8月にはストラス・フィラン (Strath Fillan) において襲撃を受けて逃走した。ロバート1世の妻と娘、その他の女性は同月にキルドラミーに送られ、同地にてロバートの弟ナイジェル・ドゥ・ブルース (Nigel de Brus) 、アサル伯 (Earl of Atholl) 、その他残っていた男性の保護下に置かれた。ロバート1世は、ジェームズ・ダグラス卿 (James Douglas, Lord of Douglas) 、ギルバート・ヘイ (Gilbert Hay) 、自身の兄弟であるトマス (Thomas de Brus) 、アレグザンダー (Alexander de Brus) 、エドワード、レノックス伯 (Earl of Lennox) を含む、自身に忠実に従うわずかな者たちを引き連れて逃走した。
エドワード1世は春になると再び北へ進軍した。その道程で、自身の配下の者たちにロバート1世およびその支持者たちの所領を分け与えて、ロバート1世が破門された旨の文書を発行した。ロバート1世の妻エリザベス、娘のマージョリー、姉妹であるクリスティーナ (Christina Bruce) とメアリー (Mary Bruce) 及びイザベラ・マクダフがテイン (Tain) の至聖所にて捕えられ、残酷な囚人扱いを受けた。メアリーとイザベラはそれぞれロクスバラ (Roxburgh Castle) とベリック (Berwick Castle) の城で檻駕籠に入れられ、約4年間その状態におかれたのである。他にも弟のナイジェルが処刑された。ところが1307年7月7日にエドワード1世が死去すると、その息子エドワード2世とロバート1世は戦うことになった。
1306年から1307年にかけての冬の間、ロバート1世がどこで過ごしていたかは定かではない。最も可能性が高いのがヘブリディーズ諸島であり、そこでガーモランのクリスティーナ (Christina of Garmoran) のもとで匿われていた可能性がある。他にも有力な可能性としてアイルランドが挙げられており、また当時ノルウェーが支配していたオークニー諸島や、ノルウェー王の未亡人である自身の姉妹イザベルがいるノルウェーの領地であった可能性も否定できない。
2月にロバート1世とその配下の者たちは、2グループに分かれた形でスコットランド本土に帰還した。一隊はロバート1世とその弟であるエドワードが率いてターンベリー城に上陸し、スコットランド南西部でゲリラ戦を開始した。別の一隊は弟トマスとアレグザンダーが率いて、それより少し南のロッホ・リアン (Loch Ryan) に上陸したものの、すぐに捕えられて処刑された。
ラウドン・ヒルの戦いでペンブルック伯エイマー・ド・ヴァレンス (Aymer de Valence, 2nd Earl of Pembroke) を討ち破ったのに先立つ4月に、ロバート1世はグレン・トルールの戦い (Battle of Glen Trool) でイングランドに対して小規模な勝利を得ている。同時にジェームズ・ダグラスはロバート1世のためのスコットランド南西部への最初の襲撃を行い、ダグラスデイルにある自身の城を攻撃し焼き払っている。エドワード・ブルースがガロウェイに残って指揮を執っている間に、ロバート1世は北部へ進撃してインヴァーロシー (Inverlochy Castle) とアークハート (Urquhart Castle) の両城を占領し、インヴァネス城 (Inverness Castle) とネイアン (Nairn) を灰燼に帰せしめたものの、アルギン (Elgin, Moray) を脅かすにまでは至っていない。
1307年後半にアバディーンシャー (en) に本営を移したロバート1世は、恐らくは長きにわたる疲弊が原因であろう重病に陥る前にバンフを脅かしている。以前に鎮定するのを放っておいた第3代伯ジョン・カミンが背後にて勢力を盛り返すと、ロバート1世は引き返してバルヴェニー (Balvenie Castle) とダフス (Duffus Castle) の両城を、それから黒島 (Black Isle) のタラデイル城を奪取した。インヴァネスの奥地を経由して引き返し、エルギンを落とそうとするも2度目の失敗をした。ロバート1世は1308年5月にインヴェルリーの戦い (en) においてバカン伯カミンを最終的に打ち負かすことで、自己の目標の到達地点まで達している。それからバカンを侵して (en) アバディーンのイングランド守備隊を撃破している。1308年に行われたバカン侵攻は、ロバート1世が、全カミン氏族によるバカン伯への支援を根絶させることを確実にするために命じたものであった。バカンは北部スコットランドの農業首都であったことから莫大な人口を有しており、そのほとんどの住民はバカン伯が打ち負かされた後ですらカミン氏族に忠実であった。マレー、アバディーンおよびバカンといった大多数のカミンの城が破壊されて住民が殺された。ロバート1世は、マクドゥガール氏族 (Clan MacDougall) の領地であるアーガイルとキンタイアに対して同様の侵攻を命じている。これらの活動の結果、ロバート1世は150年にわたってスコットランド西部を支配してきたカミン氏族の力を壊滅させることに成功した。
それからアーガイルに渡って、ブランダー水道の戦い (Battle of the Pass of Brander) でカミン氏族の同盟者であったマクドゥガール氏族を撃破し、カミン氏族の最後の主要な要塞であったダンスタフナジ城 (Dunstaffnage Castle) を攻略した。

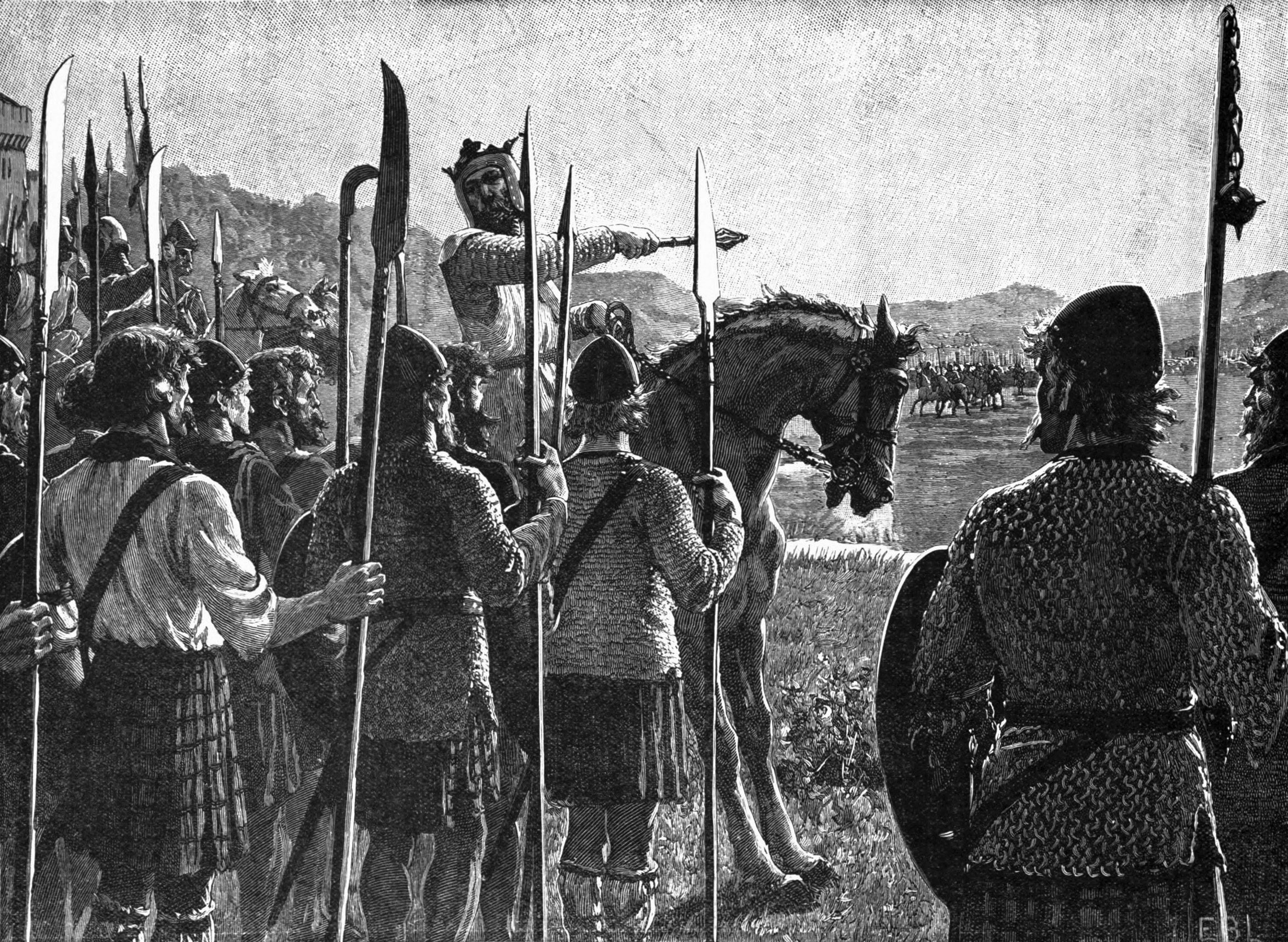
バノックバーンの戦いを前にして自軍兵士を整列させるロバート1世。

1309年3月、ロバート1世はセント・アンドルーズにおいて初めての議会を開き、8月までにテイ川より北のスコットランド全土を掌握している。同年にはスコットランドの聖職者は公会議においてロバート1世をスコットランド国王として認めている。ロバート1世が破門されていたにもかかわらず教会が支持したということは、政治的に大変重要であった。
翌年から3年間かけて、すなわち1310年にはリンリスゴウ、 1311年にはダンバートン、1312年にはパースと、ロバート1世は自身の手でイングランドが掌握した城ないし前哨戦を一つ一つ落としていくことで、その支配権を削減していった。同時にイングランド北部を襲撃してマン島のラムゼイに上陸し、キャスルタウンのルーシェン城 (Castle Rushen) を包囲して1313年6月13日に陥落させることで、イングランドにとってマン島が戦略的価値のないことを知らせしめた。1314年春にエドワード・ブルースはスターリング城を包囲し、同城を守るフィリップ・モウブレイ (Philip Mowbray) は6月24日までに救援の見込みがないのなら降伏することに同意した。同年春にはジェームズ・ダグラス (James Douglas, Lord of Douglas) はロクスバラを落とし、ランドルフ (Thomas Randolph, 1st Earl of Moray) はエディンバラ城を攻略している。5月にロバート1世は再びイングランドへ侵攻してマン島を占領した。
8年の歳月が消耗されたが、戦場で真正面からイングランド軍と戦うのを意図的に避けてきたことは、多くの人々がロバート1世を優れたゲリラ戦の指導者とみなすように至らせることとなった。このことは封建騎士としての個人の台頭の変質として現れている。

### バノックバーンの戦い
1314年の バノックバーンの戦いで、ロバート1世はイングランドからのスコットランドの独立を、外交上ではなく軍事上で確かなものとした。エドワード2世はスターリング城の包囲を解こうとしたものの、ロバート1世の綿密に計画された形破りの戦術の前に決定的な敗北を喫した。

### バノックバーンの戦い以後のアイルランドにおけるイングランドとの戦い
イングランドの脅威から解放されたことで、スコットランド軍はイングランド北部へ侵攻することが可能になった。ロバート1世は次にイングランド北部への国境線拡張に取り組んで、ヨークシャーとランカシャーへの侵攻を開始した。
遠征に成功したことで勇気付けられたロバート1世の軍勢は、同時に1315年にはアイルランドへ侵攻した。伝えるところによると、その目的は同国のイングランドからの解放（ティロン王ドーナル・オ・ニールのからの援助の要請に対する返答の意味を持つ)と継続する対イングランド戦の第二戦線を開くためであった。1316年にアイルランド人はエドワード・ブルースにアイルランド上王の王冠を授けている。ロバート1世自身も別軍を率いて、エドワードを助けるためにアイルランドへ赴いている。
侵攻と並行して、ロバート1世は自分の一族が統治するスコットランド・アイルランドの全土へ “パン・ゲール＝大スコットランド主義” のイデオロギーを普及させた。この種のプロパガンダ活動は二つの要素によって助長された。一つはロバート自身の1302年におけるアイルランドのアルスター伯バラ家との同盟上の結婚、もう一つは母方のキャリック家を通じてスコットランドのゲール王統とともにアイルランドの王統を引いているということである。ロバート1世のアイルランドにおける祖先にはイーファ・マクマロー（Aoife MacMurrough,  1188年没）がいるが、そこから遡るとマンスター王 (en) ブライアン・ボルとレンスター王 (en) に辿り着く。このような系譜上並びに地理上の結びつきに基いてロバート1世は、自己の王国におけるスコットランド・アイルランド両国民間のパン・ゲール主義に基づく同盟という理念に期待を見出そうと試みたのである。
このことは、ロバート1世がアイルランドの首長に送った手紙からも明らにされており、そこではスコットランド・アイルランドの民衆を nostra nacio (our nation)と呼んでおり、二つの民衆の共通の言語、習慣並びに遺産を強調している。
我等と貴方方並びに我等が民衆と貴方方の民衆は古の時代から自由であり、同じ民族を共通の祖先に持ち、共通の言語と習慣により熱烈に喜びを抱いた形で更なる親交が深まれることを望まるが故に、我等は最愛の親類たる貴方方に、神が我等民族 (nostra nacio) が古の自由を取り戻してくれるように、双方間の永久に強化され侵されることのない特別な友好を取り決めるためにこの書簡を送る。
外交はある程度機能しており、少なくともアルスターではスコットランド人が幾つかの支援をしていた。例えばアイルランド首長ドナル・オ・ニールはローマ教皇ヨハネス22世に宛てた手紙において「全ての小スコッティア王の血統を辿ると我等が“偉大なるスコッティア”に辿り着き、同じ言語と習慣を保持している」と述べることで、スコットランド人への支持を正当化している。
ロバート1世のアイルランドへの遠征は、初期の軍事的成功という形で特徴づけられる。しかし、スコットランド人はアルスター以外の首長に対して勝利を得る、あるいはアイルランド南部（同地の人々にはイングランドとスコットランドの占領の相違を区別することが出来なかった）で意義のある収穫を得ることには失敗している。エドワード・ブルースがファウグハートの戦い (Battle of Faughart) で殺されたことで、最終的には敗北した。この時代のアイルランドの年代記は、アイルランド民族にとってこれまでにない偉大な出来事の一つであるイングランドによるエドワード・ブルースの敗北は、イングランド・スコットランド双方によってもたらされたアイルランドの飢餓と略奪の終焉という事実に尽きると記述している。

### 外交
ロバート1世の統治はまた、いくつかの外交上の成果を証明することとなった。1320年のアーブロース宣言は自身の立場、とりわけ教皇権力と「向かい合う」形で強化させることとなった。ローマ教皇ヨハネス22世は最終的にロバート1世の破門を解いたのである。1328年にイングランド国王エドワード3世は、スコットランドを独立した王国とし、かつロバート1世をその国王であることを認めるエディンバラ＝ノーサンプトン条約 (Treaty of Edinburgh–Northampton) に署名した。

### 死去

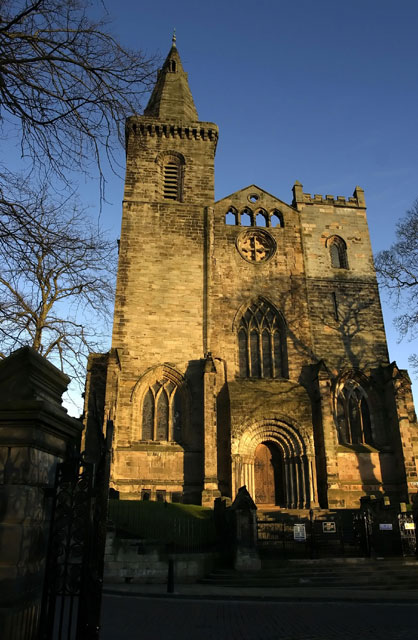
ロバート1世が埋葬されたダンファームリン修道院。

1329年6月7日、ロバート1世はダンバートン (Dumbarton) 付近のカードロス (Cardross, Argyll) の邸宅にて死去した。ロバート1世は数年にわたり、当時は「原因不明の」病に苦しめられていた。ロバート1世が罹った病について、伝統的にはハンセン病であると言われているが、同時代の資料には言及されてはいないことから、現在では否定する声が出ており、他に可能性がある説として梅毒、乾癬、筋萎縮性側索硬化症、脳梗塞が挙げられている。
ロバート1世の遺体はダンファームリン修道院 (Dunfermline Abbey) に埋葬されたが、心臓は生前の遺志に従って「神の敵」との戦いに持ち運ばれることとなった。
 "I will that as soone as I am trespassed out of this worlde that ye take my harte owte of my body, and embawme it, and take of my treasoure as ye shall thynke sufficient for that enterprise, both for your selfe and suche company as ye wyll take with you, and present my hart to the holy Sepulchre where as our Lorde laye, seyng my body can nat come there." 
この意思表示は、ロバート1世が生前中に十字軍に参加することが出来なかったことと、己が犯した宗教上の罪（少なくとも教会でジョン・カミンを殺したという不敬罪のことではない）に対する償いを意味していた。この任務を割り当てられることとなったのがジェームズ・ダグラス卿であった。ダグラス卿は、ロバート1世の心臓を銀の小箱に入れて保存し、その箱を鎖で首にかけたのである。実利主義により諸国家間による十字軍構想が挫折すると、ダグラス卿とその仲間たちはイベリア半島に渡ってカスティーリャ国王アルフォンソ11世が立ち上げたグラナダ王国のモール人に対する戦いに加わった。1330年8月のテバ包囲戦でダグラス卿が戦死したことで、ロバート1世との約束が果たされた形となった。ダグラス卿の遺体、並びにその首に掲げられていたロバート1世の心臓が入っていた銀の小箱は、戦場で発見されたと言われている。両者ともウィリアム・キース卿 (William Keith of Galston) の手によってスコットランドへ持ち運ばれた。ロバート1世が残した遺志に従ってロクスバラシャー (Roxburghshire) のメルローズ修道院に埋葬された。1920年に考古学者によって心臓が発見されたと主張され、再び埋葬されたが、埋葬地の痕跡はない。1996年の修復中に箱が発掘された。エディンバラのAOC考古学者による化学研究所は、箱の中には人間の組織が含まれており、それが適切な年齢であることを立証した。ロバート1世の願いどおりに、箱は1998年にメルローズ修道院に再埋葬された。

## ロバート1世の棺の発見

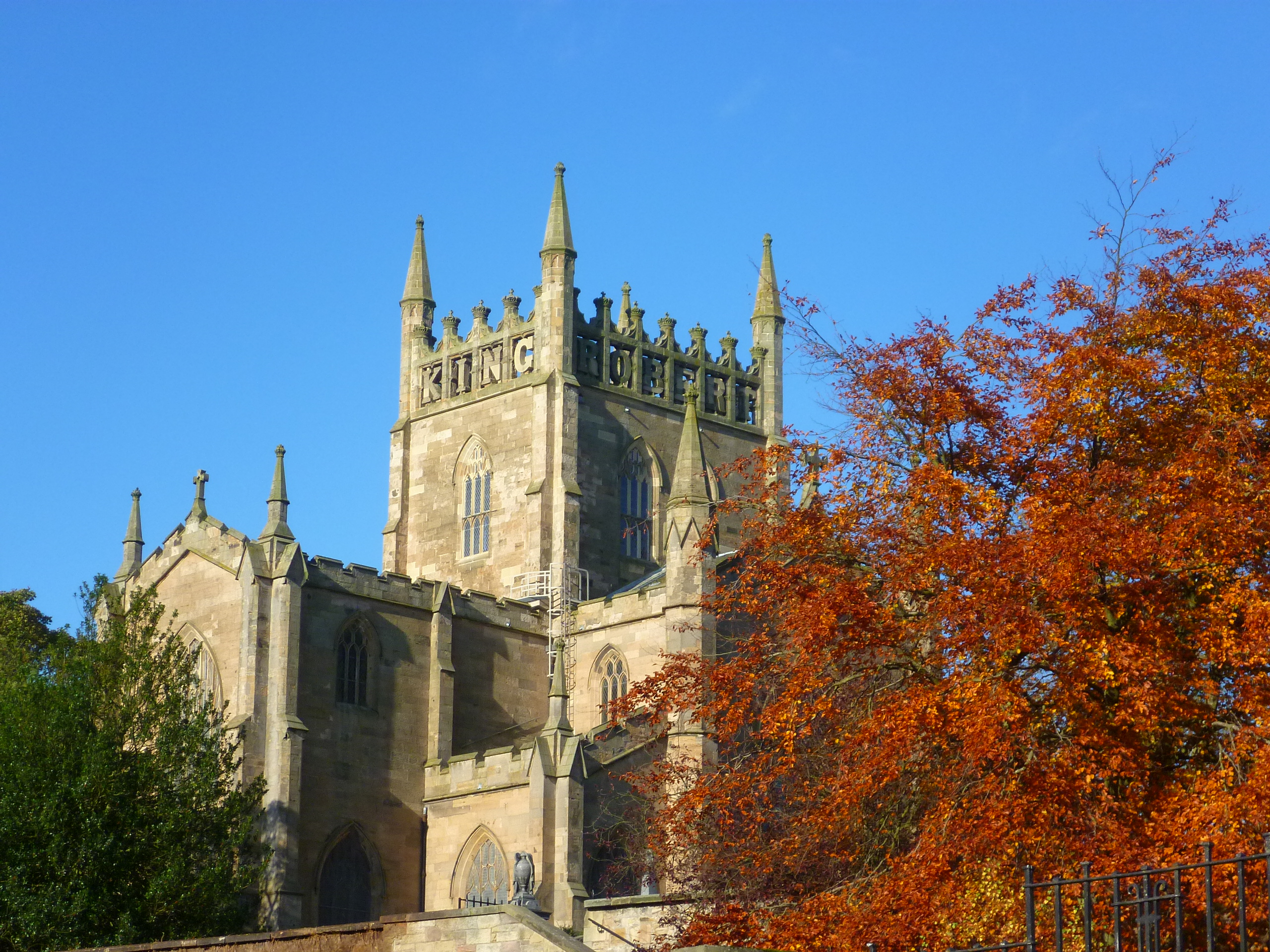
修道院の東橋に建てられた塔には“KING ROBERT THE BRUCE”と刻まれた文字を垣間見ることが出来る。

1818年2月17日、ダンファームリン修道院の東側に聖歌隊のための敷地を作るため、新たな教区の教会を壊していた作業員が、かつての修道院の祭壇の前にある墓を開けた。墓は墓石と6フィート（182 cm）以上もある大きな石の2つの大きな石で守られていた。これらの石を移動させると、作業員はオーク製の棺の中に薄い鉛からなる二つの層によってすっぽり包まれており、金の衣類でできた経帷子に覆われ白骨化した遺体が完全な形で残っているのを発見した。また、その頭蓋骨の周囲には鉛の王冠があった。 墓穴の周囲か大理石とアラバスターの破片が見つかったが、このことはロバート1世が大理石とアラバスターの石棺をパリで購入したという記録と合致する。
ロバート1世の遺骸は棺と状態の悪い鉛の覆いから取り出されて、ジェームズ・グレゴリー (en) とエディンバラ大学解剖学部教授であるアレグザンダー・モンローによる詳しい調査を受けた。遺骨が測定されてスケッチが描かれた。それから彫刻家のウィリアム・スコーラーによって、頭蓋骨を基にして石膏像が作られた。骨の方は5フィート11インチ（180 cm）あったことから、ロバート1世の若い頃の身長は中世の身長としては著しく高い6フィート1インチ（186 cm） あったと見積もられる。この高さは、ロバート1世がエドワード1世（6フィート2インチ＝188 cm）と同じくらいの身長があったことを意味している。ロバート1世の遺体は、1819年11月5日に儀式に則った形で新たな鉛で出来た棺に再埋葬されたが、その際、棺を封印する前に遺体が保存出来るよう1,500ポンドの溶かしたピッチを注いでいる。
スー・ブラックとダンディーら法人類学者は、ロバート1世の頭蓋骨を鋳造することでその顔を再現した。

## 家族と子孫
ロバート1世の嫡子には、最初の妻であるイザベラ・オブ・マーとの間に
- マージョリー・ブルース（英語版） - 第8代王室執事長ウォルター・ステュアート (en) と結婚。2人の間の息子がロバート2世（ステュアート朝初代国王）。

2番目の妻であるエリザベス・ド・バラとの間に
- マーガレット - サザランド伯ウィリアム・ドゥ・モラヴィア (en) と1345年8月2日から9月28日の間に結婚し、ジョン（1346年 - 1361年）を儲ける[40]。
- マティルダ（モード） - 最初にトマス・アイザックと結婚、2番目にケルソランドの自由男爵領の第5代領主であるリチャード・ドゥ・ケルソと結婚。
- デイヴィッド2世 - 幼少で父の王位を継承する。
- ジョン - 1327年10月に誕生するものの早世。リスネス・プライオリー (Restenneth Priory) に埋葬[40]。

ロバート1世には認知していない6人の庶子がいた。
- ロバート (en)  - 1322年にダプリン・ムーアの戦い (Battle of Dupplin Moor) で戦死
- ウォルター・オブ・オディストン・オン・ザ・クライド - 父に先立って死亡
- マーガレット - ロバート・グレンと結婚、1364年には存命
- エリザベス - アバダルギー (Aberdalgie) のオリファント氏族 (Clan Oliphant) 出身のウォルター卿と結婚
- クリスティーナ・オブ・キャリック - 1329年には存命
- ナイジェル・オブ・キャリック - 1346年のネヴィルズ・クロスの戦いで戦死

庶子たちの母の名は知られてはいないが、クリスティーナ・オブ・キャリックに関してはわずかな可能性が考えられる。ロバート1世の助言者であるバーボアの記述によれば、少なくともその母親には2人の可能性があるとのことである。
ロバート1世の兄弟にはエドワード、アレグザンダー (en) 、トマス (en) 、ナイジェル (en) 、姉妹にはクリスティーナ (en) 、イザベル (en) （ノルウェー王エイリーク2世の妃）、マーガレット、マティルダ、メアリー (en) が、甥にはマー伯ドナルド2世 (en) と初代マレー伯トマス・ランドルフ (en) がいる。
ロバート1世の末裔には、その支持者からは王位僭称者とみなされているエドワード・ベイリャルを除く、後代の全スコットランド国王および1603年の王冠連合以降の全イギリス君主が含まれている。多くの一族がロバート1世の子孫であることは明白ではあるが、それについての主張には議論の余地がある。

## 家系
| \| \| \| \| \| \| \| \| \| \| \| \| \| \| \| \| \| \| \| \| 16. ウィリアム・ドゥ・ブルース \| \| \| \| \| \| \| \| \| \| \| \| \| \| \| \| \| \| \| \| \| \| \| \| \| \| \| \| \| \| \| \| \| \| \| \| \| \| \| \| \| \| \| \| \| \| \| \| \| \| \| \| \| \| 8. ロバート・ドゥ・ブルース \| \| \| \| \| \| \| \| \| \| \| \| \| \| \| \| \| \| \| \| \| \| \| \| \| \| \| \| \| \| \| \| \| \| \| \| \| \| \| \| \| \| \| \| \| \| \| \| \| \| \| \| \| \| 17. クリスティーナ \| \| \| \| \| \| \| \| \| \| \| \| \| \| \| \| \| \| \| \| \| \| \| \| \| \| \| \| \| \| \| \| \| \| \| \| \| \| \| \| \| \| \| \| \| \| \| \| \| \| \| \| \| \| 4. ロバート・ドゥ・ブルース \| \| \| \| \| \| \| \| \| \| \| \| \| \| \| \| \| \| \| \| \| \| \| \| \| \| \| \| \| \| \| \| \| \| \| \| \| \| \| \| \| \| \| \| \| \| \| \| \| \| \| \| \| \| 18. 第8代ハンティングトン伯ディヴィッド・オブ・スコットランド \| \| \| \| \| \| \| \| \| \| \| \| \| \| \| \| \| \| \| \| \| \| \| \| \| \| \| \| \| \| \| \| \| \| \| \| \| \| \| \| \| \| \| \| \| \| \| \| \| \| \| \| \| \| 9. イソベル・オブ・ハンティングドン \| \| \| \| \| \| \| \| \| \| \| \| \| \| \| \| \| \| \| \| \| \| \| \| \| \| \| \| \| \| \| \| \| \| \| \| \| \| \| \| \| \| \| \| \| \| \| \| \| \| \| \| \| \| 19. モード・オブ・チェスター \| \| \| \| \| \| \| \| \| \| \| \| \| \| \| \| \| \| \| \| \| \| \| \| \| \| \| \| \| \| \| \| \| \| \| \| \| \| \| \| \| \| \| \| \| \| \| \| \| \| \| \| \| \| 2. ロバート・ドゥ・ブルース \| \| \| \| \| \| \| \| \| \| \| \| \| \| \| \| \| \| \| \| \| \| \| \| \| \| \| \| \| \| \| \| \| \| \| \| \| \| \| \| \| \| \| \| \| \| \| \| \| \| \| \| \| \| 20. 第4代ハートフォード伯リチャード・ドゥ・クレア \| \| \| \| \| \| \| \| \| \| \| \| \| \| \| \| \| \| \| \| \| \| \| \| \| \| \| \| \| \| \| \| \| \| \| \| \| \| \| \| \| \| \| \| \| \| \| \| \| \| \| \| \| \| 10. 第5代ハートフォード伯ギルバート・ドゥ・クレア \| \| \| \| \| \| \| \| \| \| \| \| \| \| \| \| \| \| \| \| \| \| \| \| \| \| \| \| \| \| \| \| \| \| \| \| \| \| \| \| \| \| \| \| \| \| \| \| \| \| \| \| \| \| 21. アミケ・フィッツ・ロバート \| \| \| \| \| \| \| \| \| \| \| \| \| \| \| \| \| \| \| \| \| \| \| \| \| \| \| \| \| \| \| \| \| \| \| \| \| \| \| \| \| \| \| \| \| \| \| \| \| \| \| \| \| \| 5. イザベラ・オブ・グロスター＝ハートフォード \| \| \| \| \| \| \| \| \| \| \| \| \| \| \| \| \| \| \| \| \| \| \| \| \| \| \| \| \| \| \| \| \| \| \| \| \| \| \| \| \| \| \| \| \| \| \| \| \| \| \| \| \| \| 22. 初代ペンブルック伯ウィリアム・マーシャル \| \| \| \| \| \| \| \| \| \| \| \| \| \| \| \| \| \| \| \| \| \| \| \| \| \| \| \| \| \| \| \| \| \| \| \| \| \| \| \| \| \| \| \| \| \| \| \| \| \| \| \| \| \| 11. イザベル・マーシャル \| \| \| \| \| \| \| \| \| \| \| \| \| \| \| \| \| \| \| \| \| \| \| \| \| \| \| \| \| \| \| \| \| \| \| \| \| \| \| \| \| \| \| \| \| \| \| \| \| \| \| \| \| \| 23. 第3代ペンブルック女伯イザベル・ドゥ・クレア \| \| \| \| \| \| \| \| \| \| \| \| \| \| \| \| \| \| \| \| \| \| \| \| \| \| \| \| \| \| \| \| \| \| \| \| \| \| \| \| \| \| \| \| \| \| \| \| \| \| \| \| \| \| 1. ロバート1世 \| \| \| \| \| \| \| \| \| \| \| \| \| \| \| \| \| \| \| \| \| \| \| \| \| \| \| \| \| \| \| \| \| \| \| \| \| \| \| \| \| \| \| \| \| \| \| \| \| \| \| \| \| \| 24. キャリック伯ドノホー \| \| \| \| \| \| \| \| \| \| \| \| \| \| \| \| \| \| \| \| \| \| \| \| \| \| \| \| \| \| \| \| \| \| \| \| \| \| \| \| \| \| \| \| \| \| \| \| \| \| \| \| \| \| 12 カリエアン・オブ・キャリック \| \| \| \| \| \| \| \| \| \| \| \| \| \| \| \| \| \| \| \| \| \| \| \| \| \| \| \| \| \| \| \| \| \| \| \| \| \| \| \| \| \| \| \| \| \| \| \| \| \| \| \| \| \| 6. ニアル・オブ・キャリック \| \| \| \| \| \| \| \| \| \| \| \| \| \| \| \| \| \| \| \| \| \| \| \| \| \| \| \| \| \| \| \| \| \| \| \| \| \| \| \| \| \| \| \| \| \| \| \| \| \| \| \| \| \| 26. ニアル・ルア・オ・ニール \| \| \| \| \| \| \| \| \| \| \| \| \| \| \| \| \| \| \| \| \| \| \| \| \| \| \| \| \| \| \| \| \| \| \| \| \| \| \| \| \| \| \| \| \| \| \| \| \| \| \| \| \| \| 13. 娘 \| \| \| \| \| \| \| \| \| \| \| \| \| \| \| \| \| \| \| \| \| \| \| \| \| \| \| \| \| \| \| \| \| \| \| \| \| \| \| \| \| \| \| \| \| \| \| \| \| \| \| \| \| \| 3. マージョリー・オブ・キャリック \| \| \| \| \| \| \| \| \| \| \| \| \| \| \| \| \| \| \| \| \| \| \| \| \| \| \| \| \| \| \| \| \| \| \| \| \| \| \| \| \| \| \| \| \| \| \| \| \| \| \| \| \| \| 28. 第2代王室執事長アラン・フィッツ・ウォルター \| \| \| \| \| \| \| \| \| \| \| \| \| \| \| \| \| \| \| \| \| \| \| \| \| \| \| \| \| \| \| \| \| \| \| \| \| \| \| \| \| \| \| \| \| \| \| \| \| \| \| \| \| \| 14. 第3代王室執事長ウォルター・ステュアート \| \| \| \| \| \| \| \| \| \| \| \| \| \| \| \| \| \| \| \| \| \| \| \| \| \| \| \| \| \| \| \| \| \| \| \| \| \| \| \| \| \| \| \| \| \| \| \| \| \| \| \| \| \| 29. 不明 \| \| \| \| \| \| \| \| \| \| \| \| \| \| \| \| \| \| \| \| \| \| \| \| \| \| \| \| \| \| \| \| \| \| \| \| \| \| \| \| \| \| \| \| \| \| \| \| \| \| \| \| \| \| 7. マーガレット \| \| \| \| \| \| \| \| \| \| \| \| \| \| \| \| \| \| \| \| \| \| \| \| \| \| \| \| \| \| \| \| \| \| \| \| \| \| \| \| \| \| \| \| \| \| \| \| \| \| \| \| \| \| 30. アンガス伯ジラ・クリスト \| \| \| \| \| \| \| \| \| \| \| \| \| \| \| \| \| \| \| \| \| \| \| \| \| \| \| \| \| \| \| \| \| \| \| \| \| \| \| \| \| \| \| \| \| \| \| \| \| \| \| \| \| \| 15. ベソック・オブ・アンガス \| \| \| \| \| \| \| \| \| \| \| \| \| \| \| \| \| \| \| \| \| \| \| \| \| \| \| \| \| \| \| \| \| \| \| \| \| \| \| \| \| \| \| \| \| \| \| \| \| \| \| \| \| \| 31. マージョリー・オブ・ハンティングトン \| \| \| \| \| \| \| \| \| \| \| \| \| \| \| \| \| \| \| \| \| \| \| \| \| \| \| \| \| \| \| \| \| \| \| \| \| \| \| \| \| \| \| \| \| \| \| \| \| \| \| \| |                                                               |  |  |  |  |  |  |  |  |  |  |  |  |  |  |  |
| |                                                               |  |  |  |  |  |  |  |  |  |  |  |  |  |  |  |
| | 16. ウィリアム・ドゥ・ブルース                                |  |  |  |  |  |  |  |  |  |  |  |  |  |  |  |
| |                                                               |  |  |  |  |  |  |  |  |  |  |  |  |  |  |  |
| |                                                               |  |  |  |  |  |  |  |  |  |  |  |  |  |  |  |
| | 8. ロバート・ドゥ・ブルース                                   |  |  |  |  |  |  |  |  |  |  |  |  |  |  |  |
| |                                                               |  |  |  |  |  |  |  |  |  |  |  |  |  |  |  |
| |                                                               |  |  |  |  |  |  |  |  |  |  |  |  |  |  |  |
| | 17. クリスティーナ                                            |  |  |  |  |  |  |  |  |  |  |  |  |  |  |  |
| |                                                               |  |  |  |  |  |  |  |  |  |  |  |  |  |  |  |
| |                                                               |  |  |  |  |  |  |  |  |  |  |  |  |  |  |  |
| | 4. ロバート・ドゥ・ブルース                                   |  |  |  |  |  |  |  |  |  |  |  |  |  |  |  |
| |                                                               |  |  |  |  |  |  |  |  |  |  |  |  |  |  |  |
| |                                                               |  |  |  |  |  |  |  |  |  |  |  |  |  |  |  |
| | 18. 第8代ハンティングトン伯ディヴィッド・オブ・スコットランド |  |  |  |  |  |  |  |  |  |  |  |  |  |  |  |
| |                                                               |  |  |  |  |  |  |  |  |  |  |  |  |  |  |  |
| |                                                               |  |  |  |  |  |  |  |  |  |  |  |  |  |  |  |
| | 9. イソベル・オブ・ハンティングドン                           |  |  |  |  |  |  |  |  |  |  |  |  |  |  |  |
| |                                                               |  |  |  |  |  |  |  |  |  |  |  |  |  |  |  |
| |                                                               |  |  |  |  |  |  |  |  |  |  |  |  |  |  |  |
| | 19. モード・オブ・チェスター                                  |  |  |  |  |  |  |  |  |  |  |  |  |  |  |  |
| |                                                               |  |  |  |  |  |  |  |  |  |  |  |  |  |  |  |
| |                                                               |  |  |  |  |  |  |  |  |  |  |  |  |  |  |  |
| | 2. ロバート・ドゥ・ブルース                                   |  |  |  |  |  |  |  |  |  |  |  |  |  |  |  |
| |                                                               |  |  |  |  |  |  |  |  |  |  |  |  |  |  |  |
| |                                                               |  |  |  |  |  |  |  |  |  |  |  |  |  |  |  |
| | 20. 第4代ハートフォード伯リチャード・ドゥ・クレア             |  |  |  |  |  |  |  |  |  |  |  |  |  |  |  |
| |                                                               |  |  |  |  |  |  |  |  |  |  |  |  |  |  |  |
| |                                                               |  |  |  |  |  |  |  |  |  |  |  |  |  |  |  |
| | 10. 第5代ハートフォード伯ギルバート・ドゥ・クレア             |  |  |  |  |  |  |  |  |  |  |  |  |  |  |  |
| |                                                               |  |  |  |  |  |  |  |  |  |  |  |  |  |  |  |
| |                                                               |  |  |  |  |  |  |  |  |  |  |  |  |  |  |  |
| | 21. アミケ・フィッツ・ロバート                                |  |  |  |  |  |  |  |  |  |  |  |  |  |  |  |
| |                                                               |  |  |  |  |  |  |  |  |  |  |  |  |  |  |  |
| |                                                               |  |  |  |  |  |  |  |  |  |  |  |  |  |  |  |
| | 5. イザベラ・オブ・グロスター＝ハートフォード                 |  |  |  |  |  |  |  |  |  |  |  |  |  |  |  |
| |                                                               |  |  |  |  |  |  |  |  |  |  |  |  |  |  |  |
| |                                                               |  |  |  |  |  |  |  |  |  |  |  |  |  |  |  |
| | 22. 初代ペンブルック伯ウィリアム・マーシャル                  |  |  |  |  |  |  |  |  |  |  |  |  |  |  |  |
| |                                                               |  |  |  |  |  |  |  |  |  |  |  |  |  |  |  |
| |                                                               |  |  |  |  |  |  |  |  |  |  |  |  |  |  |  |
| | 11. イザベル・マーシャル                                      |  |  |  |  |  |  |  |  |  |  |  |  |  |  |  |
| |                                                               |  |  |  |  |  |  |  |  |  |  |  |  |  |  |  |
| |                                                               |  |  |  |  |  |  |  |  |  |  |  |  |  |  |  |
| | 23. 第3代ペンブルック女伯イザベル・ドゥ・クレア               |  |  |  |  |  |  |  |  |  |  |  |  |  |  |  |
| |                                                               |  |  |  |  |  |  |  |  |  |  |  |  |  |  |  |
| |                                                               |  |  |  |  |  |  |  |  |  |  |  |  |  |  |  |
| | 1. ロバート1世                                                |  |  |  |  |  |  |  |  |  |  |  |  |  |  |  |
| |                                                               |  |  |  |  |  |  |  |  |  |  |  |  |  |  |  |
| |                                                               |  |  |  |  |  |  |  |  |  |  |  |  |  |  |  |
| | 24. キャリック伯ドノホー                                      |  |  |  |  |  |  |  |  |  |  |  |  |  |  |  |
| |                                                               |  |  |  |  |  |  |  |  |  |  |  |  |  |  |  |
| |                                                               |  |  |  |  |  |  |  |  |  |  |  |  |  |  |  |
| | 12 カリエアン・オブ・キャリック                               |  |  |  |  |  |  |  |  |  |  |  |  |  |  |  |
| |                                                               |  |  |  |  |  |  |  |  |  |  |  |  |  |  |  |
| |                                                               |  |  |  |  |  |  |  |  |  |  |  |  |  |  |  |
| | 6. ニアル・オブ・キャリック                                   |  |  |  |  |  |  |  |  |  |  |  |  |  |  |  |
| |                                                               |  |  |  |  |  |  |  |  |  |  |  |  |  |  |  |
| |                                                               |  |  |  |  |  |  |  |  |  |  |  |  |  |  |  |
| | 26. ニアル・ルア・オ・ニール                                  |  |  |  |  |  |  |  |  |  |  |  |  |  |  |  |
| |                                                               |  |  |  |  |  |  |  |  |  |  |  |  |  |  |  |
| |                                                               |  |  |  |  |  |  |  |  |  |  |  |  |  |  |  |
| | 13. 娘                                                        |  |  |  |  |  |  |  |  |  |  |  |  |  |  |  |
| |                                                               |  |  |  |  |  |  |  |  |  |  |  |  |  |  |  |
| |                                                               |  |  |  |  |  |  |  |  |  |  |  |  |  |  |  |
| | 3. マージョリー・オブ・キャリック                             |  |  |  |  |  |  |  |  |  |  |  |  |  |  |  |
| |                                                               |  |  |  |  |  |  |  |  |  |  |  |  |  |  |  |
| |                                                               |  |  |  |  |  |  |  |  |  |  |  |  |  |  |  |
| | 28. 第2代王室執事長アラン・フィッツ・ウォルター               |  |  |  |  |  |  |  |  |  |  |  |  |  |  |  |
| |                                                               |  |  |  |  |  |  |  |  |  |  |  |  |  |  |  |
| |                                                               |  |  |  |  |  |  |  |  |  |  |  |  |  |  |  |
| | 14. 第3代王室執事長ウォルター・ステュアート                   |  |  |  |  |  |  |  |  |  |  |  |  |  |  |  |
| |                                                               |  |  |  |  |  |  |  |  |  |  |  |  |  |  |  |
| |                                                               |  |  |  |  |  |  |  |  |  |  |  |  |  |  |  |
| | 29. 不明                                                      |  |  |  |  |  |  |  |  |  |  |  |  |  |  |  |
| |                                                               |  |  |  |  |  |  |  |  |  |  |  |  |  |  |  |
| |                                                               |  |  |  |  |  |  |  |  |  |  |  |  |  |  |  |
| | 7. マーガレット                                               |  |  |  |  |  |  |  |  |  |  |  |  |  |  |  |
| |                                                               |  |  |  |  |  |  |  |  |  |  |  |  |  |  |  |
| |                                                               |  |  |  |  |  |  |  |  |  |  |  |  |  |  |  |
| | 30. アンガス伯ジラ・クリスト                                  |  |  |  |  |  |  |  |  |  |  |  |  |  |  |  |
| |                                                               |  |  |  |  |  |  |  |  |  |  |  |  |  |  |  |
| |                                                               |  |  |  |  |  |  |  |  |  |  |  |  |  |  |  |
| | 15. ベソック・オブ・アンガス                                  |  |  |  |  |  |  |  |  |  |  |  |  |  |  |  |
| |                                                               |  |  |  |  |  |  |  |  |  |  |  |  |  |  |  |
| |                                                               |  |  |  |  |  |  |  |  |  |  |  |  |  |  |  |
| | 31. マージョリー・オブ・ハンティングトン                      |  |  |  |  |  |  |  |  |  |  |  |  |  |  |  |
| |                                                               |  |  |  |  |  |  |  |  |  |  |  |  |  |  |  |
| |                                                               |  |  |  |  |  |  |  |  |  |  |  |  |  |  |  |

## 記念碑と顕彰

### 芸術上の描写

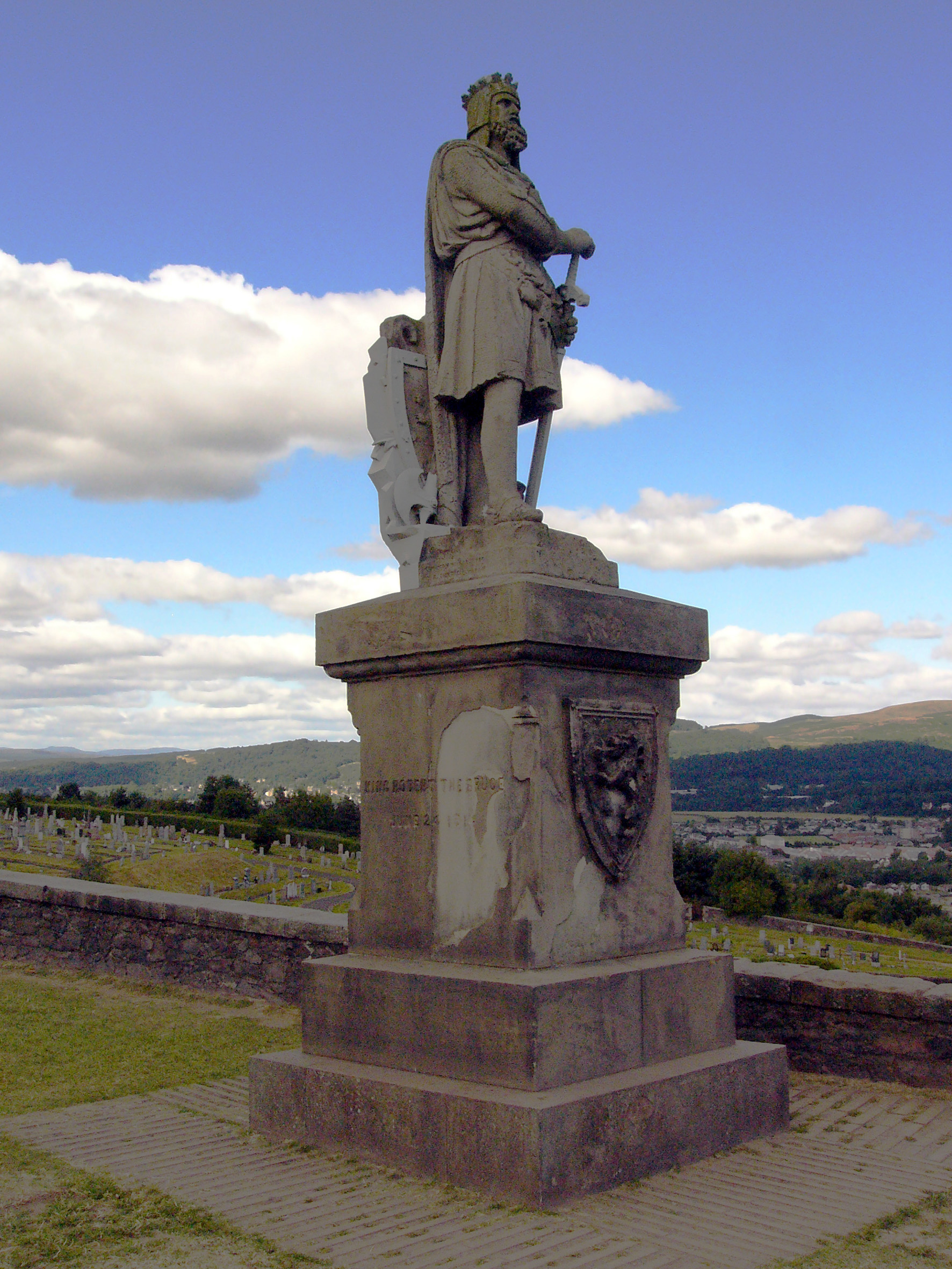
スターリング城に立つロバート1世の銅像。

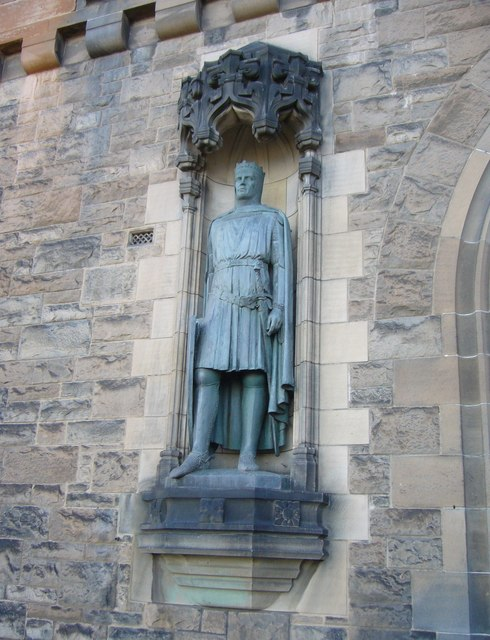
エディンバラ城の中心地に立つロバート1世の銅像。

ロバート1世はしきたりに従って、マルカム3世の統治以後、伝統的にスコットランド王の永眠の地となったダンファームリン修道院に埋葬された。パリからの報告によれば、ロバート1世の墓は非常に手の込んだものであり、金箔が施されたアラバスター製であった。ロバート1世の墓は宗教改革の際に破壊されたものの、その断片は19世紀に発見されて、現在はエディンバラにあるスコットランド博物館に収蔵されている。
ダンファームリン修道院のロバート1世の墓が設置されてある場所にある鐘楼の頂上周辺には、“King Robert the Bruce”と刻まれた痕跡があるが、これは19世紀半ばに修道院の東半分を修理した際のものである。1974年にはロバート1世生誕700周年を記念して、修道院北部の翼廊にそれを記念する窓が設置された。それは族長、イエス・キリスト、スコットランド所縁の聖人と並ぶステンドグラスに描かれたロバート1世であった。
1929年には、エディンバラ城の入り口の壁にウィリアム・ウォレスとともにロバート1世の像が設置された。エディンバラには他にもスコットランド・ポートレート・ギャラリーの主要な入口の側面の壁龕にロバート1世とウォレスの像が設置されている。同ギャラリーにはその他にも、入口の休憩室にウィリアム・ホール (en) によるスコットランドの歴史を描いた幾つかのフレスコ画があるが、その中の大きなものとしてバノックバーンで自軍兵士を配置させるロバート1世の場面も含まれている。
ロバート1世の像は他にも、バノックバーンの古戦場、スターリング城の外、およびアバディーンのマリシャルカレッジ (Marischal College) に建てられている。

### 紙幣
1981年から1989年まで、ロバート1世はスコットランド三大銀行の一つで紙幣を発行する権利を有するクライズデイル銀行 (Clydesdale Bank) によって1ポンド紙幣に描かれた。表面にはアザミに囲まれた戦闘姿の、裏にはバノックバーンの戦いにおける甲冑で完全武装したロバート1世が、それぞれ描かれている。1990年にクライズデイル銀行が1ポンド紙幣を廃止すると、ロバート1世の肖像画は同銀行が発する20ポンド紙幣に移って、それは今日まで使用されている。

### 航空機
ブリティッシュ・カレドニアン航空はダグラスDC-10-30に、後にロバート・ザ・ブルースと名付けている。

## 伝説
伝説によれば、1306年から1307年の冬の間、ロバート1世はアイルランド北部のラスリン島に隠れていたが 、その時に蜘蛛が洞窟の天井のある地点から別の地点へ糸を繋げようと試みているのを観察した。蜘蛛は何度も何度も失敗したが、それでも成功するまで繰り返した。これを見て勇気づけられたロバート1世は、イングランドを撃滅するために戦場に舞い戻り、かくして多くの支持を得て最終的には勝利したのである。この話は、"if at first you don't succeed, try try again." の格言として描写されている。別のバージョンでは、ロバート1世が小さな部屋で蜘蛛が天井の二つの横木の間を結ぼうと試みようとする場面を見たことになっている。あるいは、イングランドに7回敗北した時、蜘蛛が7回試みて8回目に成功するのを見たことになっている。
しかし、この種の伝説が最初に現れるのは、遥か後年のウォルター・スコットによる "Tales of a Grandfather" が唯一の報告であり、本来はロバート1世の戦友であるジェームズ・ダグラス卿（通称“黒のダグラス”）が、リンタリーにある自分の荘園がイングランドに占領されて洞窟に隠れていた時のことであるらしい。実際のところ、伝説についての完全なる報告は、王の伝記類で用いられる文学上の比喩であるらしい。例えば似たような話は、ダヴィデについてのユダヤ文献や、ティムールを扱ったペルシャの民間伝承でも伝えられている。

## フィクションでの描写
- 1865年: ジョージ・マクドナルドの小説 "Alec Forbes of Howglen" では、登場人物であるアニー・アンダーソンはけちな親類縁者であるロバート1世によって持ち上げられる。アニー・アンダーソンはもちろん、スコットランド史上偉大な人物であるロバート1世とは何の関係もない。しかしマクドナルドの作品では、全体的にその場面における会話とは無関係であっても、ロバート1世に関する“その祖先とクモ”についての話が直接に言及されている。
- 1887年: ネリー・ブリーの "Ten Days in a Mad-House" では、ロバート1世の蜘蛛の観察、そして彼女自身の奮起に向けた試みについて言及している。
- 1906年: G. A. Hentyによって書かれた "In Freedom's Cause" では、ロバート1世はスコットランド国王である。これは良質のフィクションの本であり、他にもウィリアム・ウォレス等のスコットランドの英雄について述べられている。
- 1939年: “ロバート・ザ・ブルース”と“アンソニー・ウェイン” の名は“ブルース・ウェイエン”のインスピレーションになったが、これはDCコミックスのスーパーヒーローであるバットマンの一般人としての名前＝本名である。
- 1948年: ディズニーによるアニメ・実写映画『わが心にかくも愛しき』では、ロバート1世の蜘蛛との出会いと決心についての伝説、およびその後の勝利についての一連の漫画が出てくる。一連のアニメーションの場面で歌われる 'stick-to-it-ivity' は、逆境に面しても不屈の努力で打ち勝つという主要登場人物たちの教訓を歌っている。
- 1969年 - 1971年: スコットランドの作家ナイジェル・トランター (Nigel Tranter) は、内容のほとんどが正確であるとみなされている、ロバート1世を基にした "The Steps to the Empty Throne"、 "The Path of the Hero King" および "The Price of the King's Peace" の三部作を執筆している。この三部作は初版では「ブルース三部作」の名で出版されている。
- 1987年: マーベル・コミックの "New Mutants" に出てくる悪党Magusがロバート1世の時代およびその場所に逃亡している。
- 1995年:ウィリアム・ウォレスを主人公とする映画『ブレイブハート』では、ロバート1世をスコットランド人俳優のアンガス・マクファーデンが演じている。この映画には、ロバート1世がフォルカークの戦いにイングランド軍側で参加する（しかし本心では一度たりともウィリアム・ウォレスを裏切ってはいない）という描写があるが、史実とは異なる。また映画ではウィリアム・ウォレスがロバート1世の完全な支持者として描かれているが、史実のウィリアム・ウォレスはロバート1世と王位を巡って争ったジョン・ベイリャルを支持していた。
- 1996年: ドイツのパワーメタルバンド、グレイヴ・ディガーのスコットランド独立戦争をテーマとしたコンセプト・アルバム "Tunes of War"には、"The Bruce" と題した歌がある。
- 1996年: 映画 "The Bruce" では、ロバート1世をサンディ・ウェルフ (Sandy Welch) が演じている。
- 1998年: ロバート1世の反乱を主題としたモリー・ハンター (Mollie Hunter) の小説 "The King's Swift Rider" では、勇敢なスコットランドの若者と将来非戦闘員として反乱に加わる修道院の目からロバート1世を描いている。
- 1998年 - 2001年: キャサリン・カーツ (Katherine Kurtz) とデボラ・ターナー・ハリス (Deborah Turner Harris) のファンタジー小説 "The Temple and the Stone" および "The Temple and the Crown" では、ロバート1世をテンプル騎士団と関連付けている。
- 2002年 - 2006年: "Rebel King, Hammer of the Scots"（2002年）、"Rebel King, The Har'ships"（2004年） "Rebel King, Bannok Burn"（2006年）と題した、ロバート1世の統治を扱った一連の年代記物が出版されている。2版以上が計画されている。
- 2009年: ジャック・ワイト (Jack Whyte) のテンプル騎士団を扱った三部作の第3部 "Order in Chaos" では、ロバート1世が台頭した時期のスコットランドに場面を多く費やしている。バノックバーンの戦いの後に話は終わっており、この時代における多くの挑戦と政策で満ち溢れている。
- 2010年: "Insurrection" により始まる、イギリスの小説家ロビン・ヤング (Robyn Young) の三部作 "Insurrection" では、ロバート1世は主役になっている。
- 2010年 - 2012年: ロマンス小説家モニカ・マッカーティーのシリーズ（ハイランド・ガード・ノベルズ）では、ロバート1世の伝説上における島民による保護とゲリラ戦術について扱っている。ロバート1世は主要な登場人物ではないが、そのイングランドに対する戦闘及び出来事がカタログとして載っている。
- 2018年: ロバート1世を主人公にした映画『アウトロー・キング スコットランドの英雄』が製作され、クリス・パインがロバートを演じた。
- 2019年: ロバート1世を主人公にした映画『キングス・オブ・ブレイブ』が製作され、『ブレイブハート』でロバートを演じたアンガス・マクファーデンが再びロバートを演じた。